# NGC 7042
NGC 7042 (другие обозначения — PGC 66378, UGC 11702, MCG 2-54-13, ZWG 426.23, KCPG 555A, IRAS21113+1321) — спиральная галактика (Sb) в созвездии Пегас.
Этот объект входит в число перечисленных в оригинальной редакции «Нового общего каталога».
В галактике вспыхнула сверхновая SN 2013fw типа Ia, её пиковая видимая звездная величина составила 17,1.